# Kleverige reigersbek
De kleverige reigersbek (Erodium lebelii, synoniem: Erodium glutinosum, Erodium sabulicola) is een sterk geurende eenjarige plant die behoort tot de ooievaarsbekfamilie (Geraniacaeae). De soort staat op de Nederlandse Rode lijst van planten als vrij zeldzaam en matig afgenomen. De plant komt van nature aan de kust van West-Europa voor. Het aantal chromosomen is 2n = 20.
De sterk met klierharen bezette en daardoor kleverige plant wordt 5-30 cm hoog. Op de blauwachtige, veervormig samengestelde bladeren zitten zowel klierharen als gewone haren.
De kleverige reigersbek bloeit van mei tot de herfst met lichtroze of bijna witte, 6-8 mm grote bloemen. De bloeiwijze is twee of driebloemig.
De kale vrucht is een vijfdelige, 5 mm lange en 1 mm brede splitvrucht, die in deelvruchten uiteenvalt. De deelvrucht is korter dan 5 mm en heeft aan de top een indeuking met aan de onderrand geen uitstekende richel. Dit in tegenstelling tot die bij de reigersbek (Erodium cicutarium). De 1,5-2,4 cm lange, spiraalvormig gedraaide snavel van de deelvrucht laat van boven naar beneden toe los, waarbij de zaden niet vrijkomen. De zaden zijn 3 mm lang en 1 mm breed.

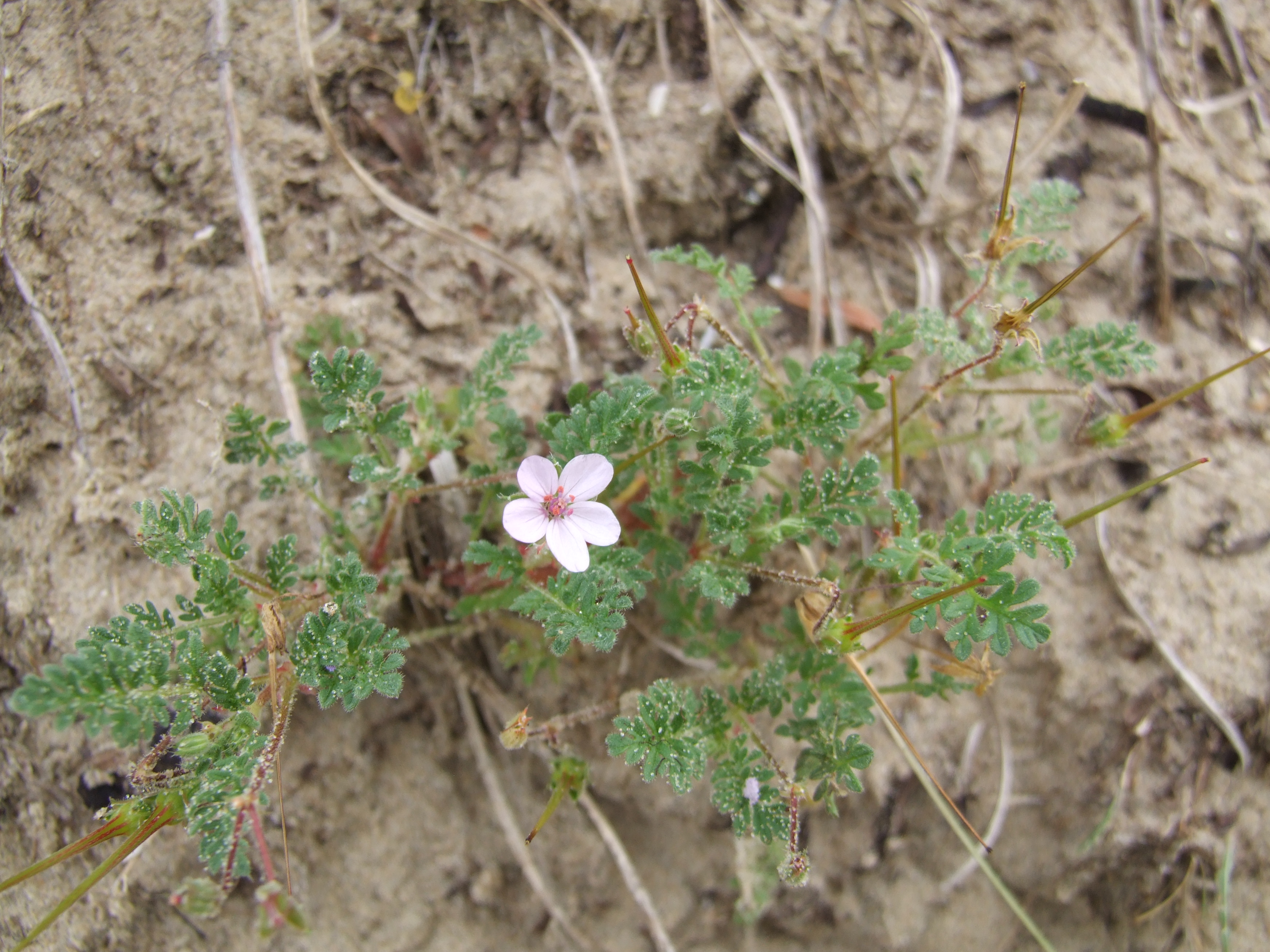
Plant
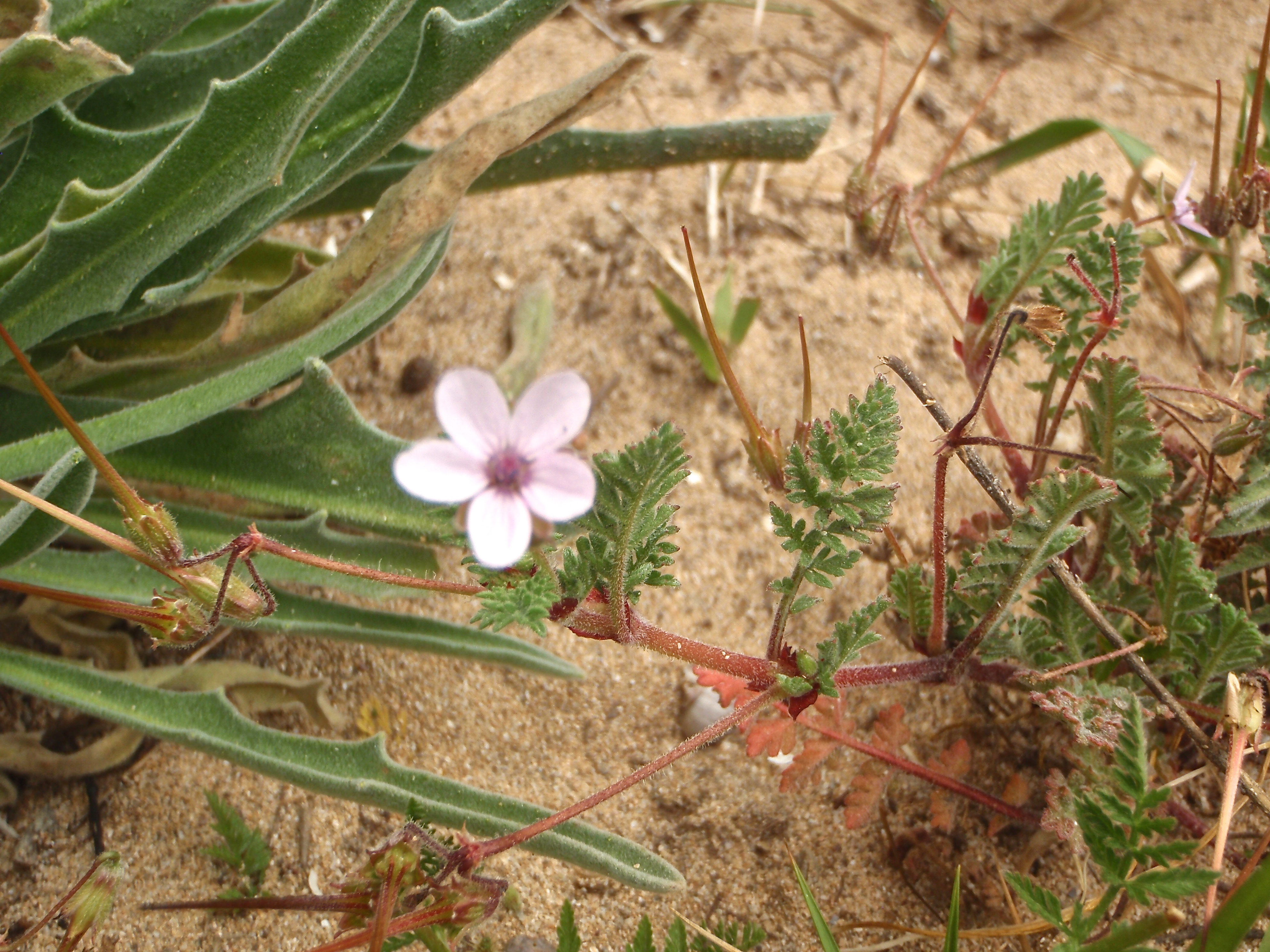
Stengel
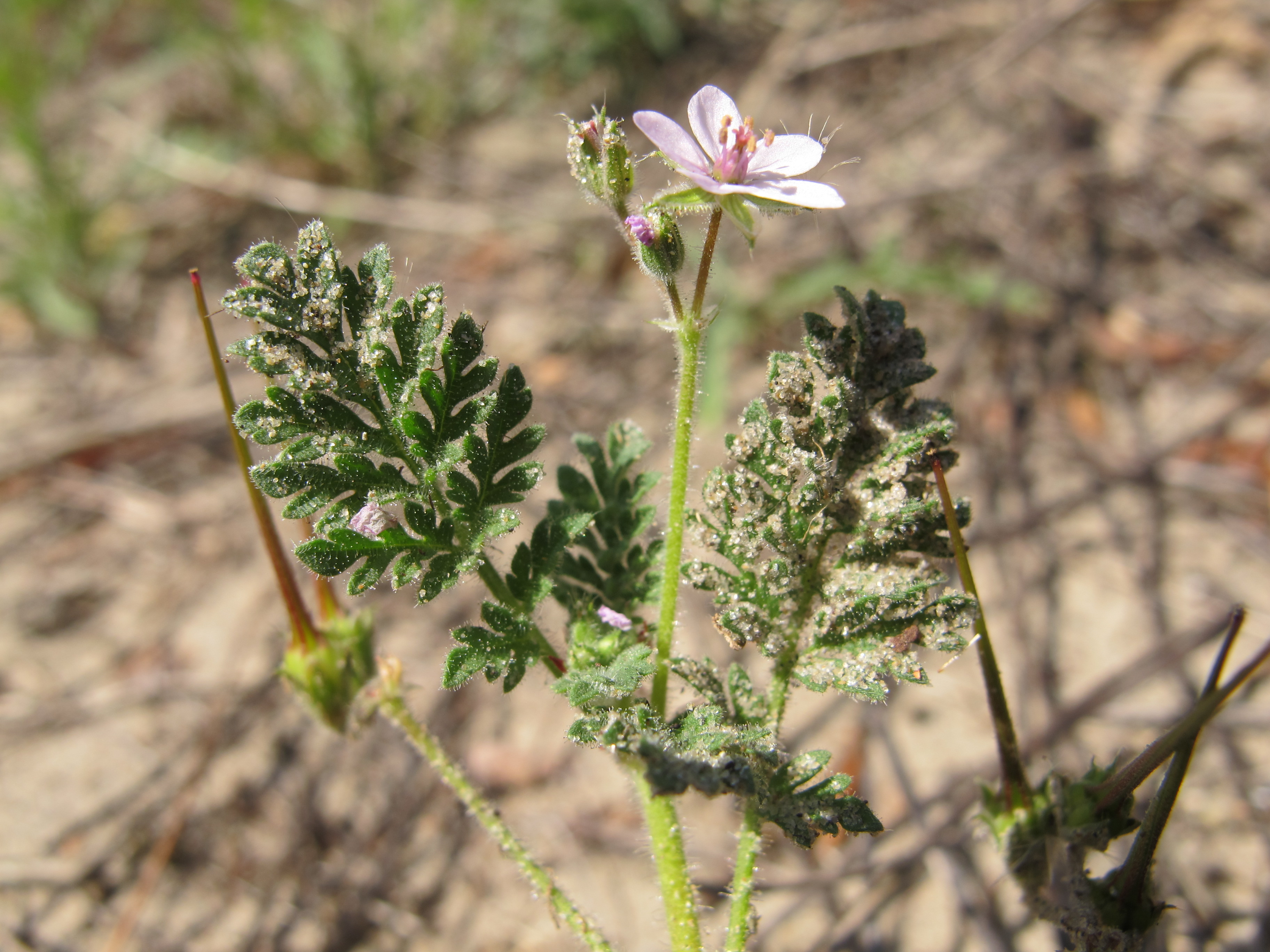
Bloeiwijze
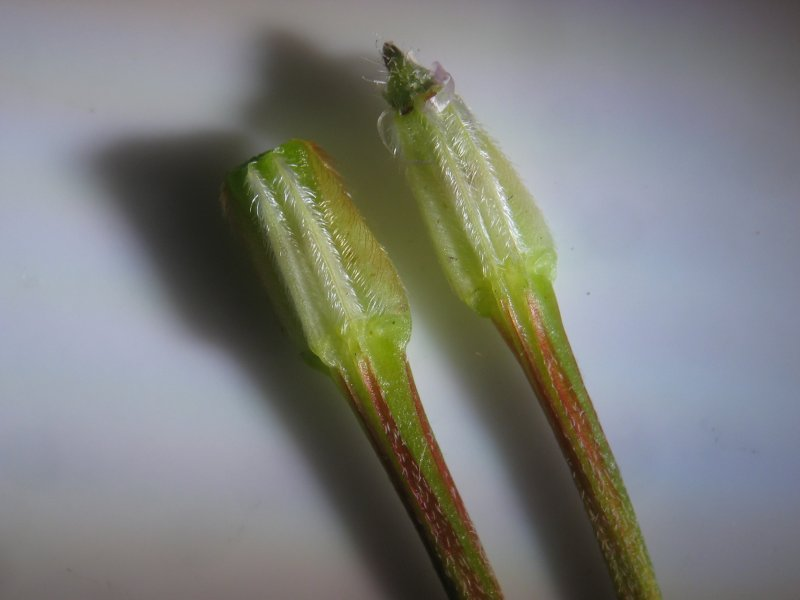
Vruchten
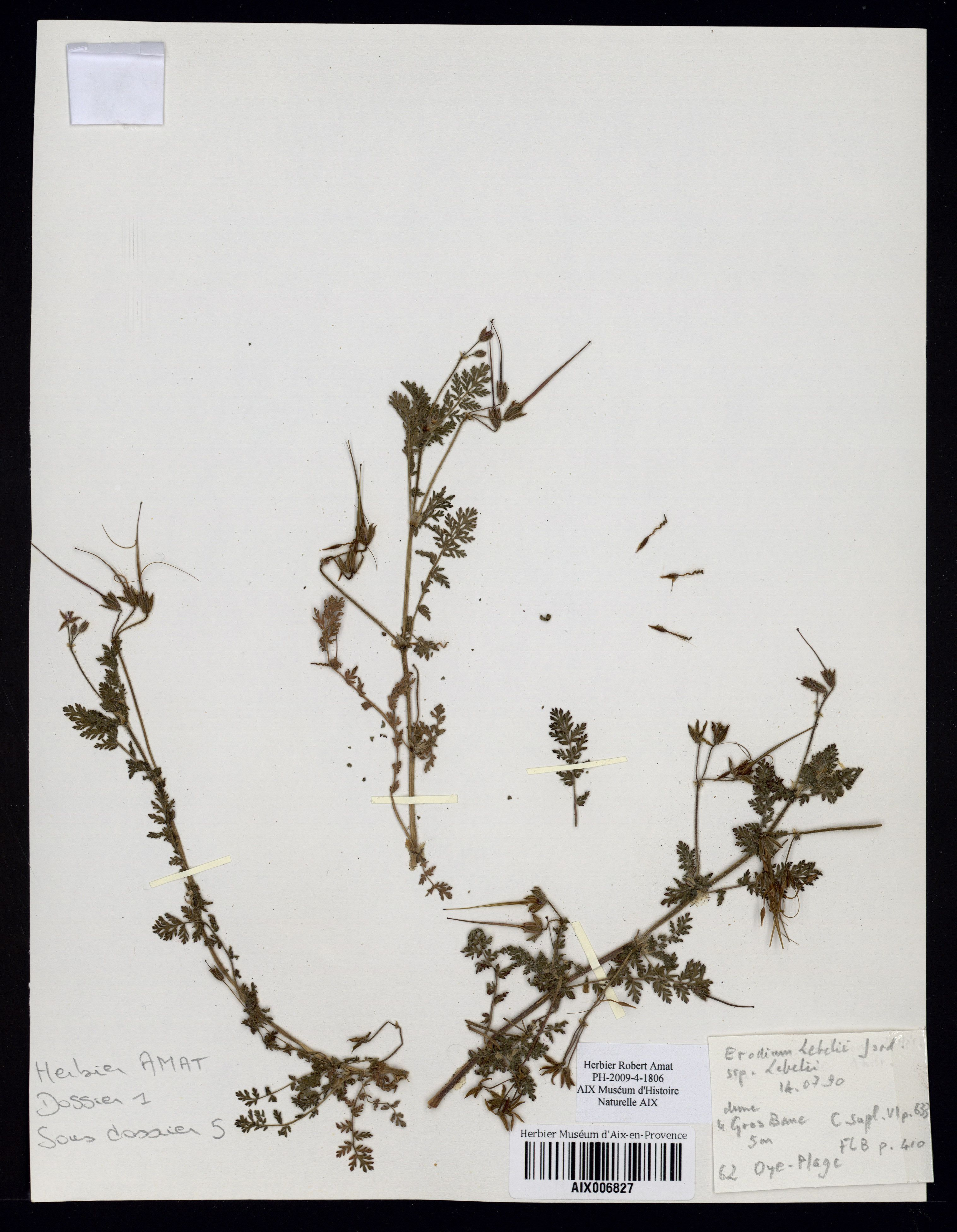
Herbarium
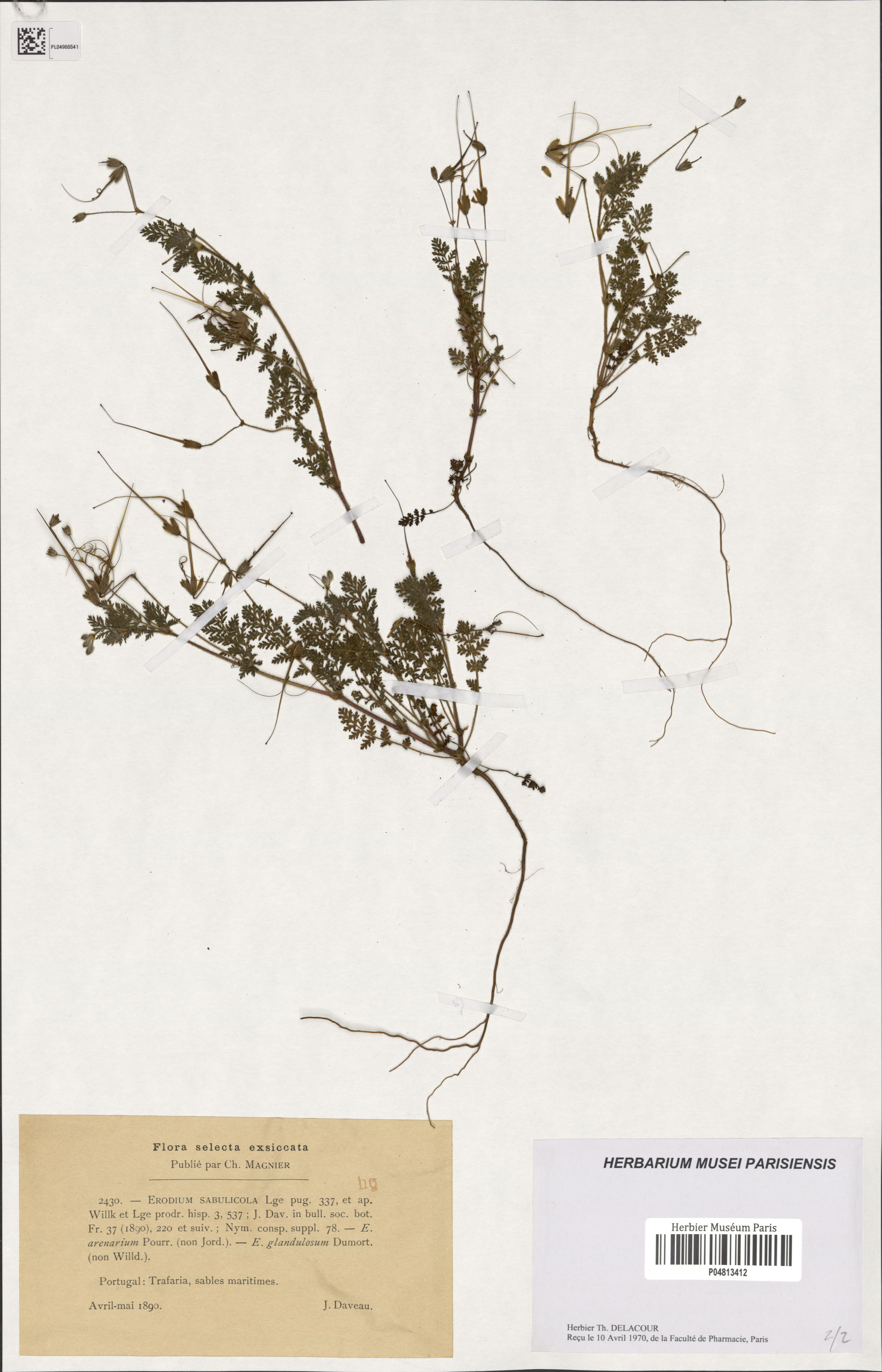
Herbarium

De plant komt in de duinen voor op droge, kalkrijke zandgrond.

## Plantengemeenschap
Kleverige reigersbek is een kensoort voor de duinsterretjes-associatie (Phleo-Tortuletum ruraliformis), een plantengemeenschap van droge graslanden op kalkrijke, voedselarme duinen.

## Namen in andere talen
- Duits: Drüsiger Reiherschnabel
- Engels: Sticky Stork's-bill
- Frans: Bec de cigogne glutineux